# DDR-Badmintonmeisterschaft/Herreneinzel
Die DDR-Meisterschaften im Badminton wurden von 1960 bis 1990 ausgetragen. Folgend die Medaillengewinner im Herreneinzel.

## Medaillengewinner im Herreneinzel
| Saison      | Erster                                   | Zweiter                                  | Dritter                                      | Dritter                                     |
| ----------- | ---------------------------------------- | ---------------------------------------- | -------------------------------------------- | ------------------------------------------- |
| 1960 / 1961 | Gottfried Seemann (Aktivist Tröbitz)     | Hans Abraham (EBT Berlin)                | Uwe Trettin (Post Berlin)                    |                                             |
| 1961 / 1962 | Gottfried Seemann (Aktivist Tröbitz)     | Klaus Katzor (Aktivist Tröbitz)          | Erich Wilde (Aktivist Tröbitz)               |                                             |
| 1962 / 1963 | Gottfried Seemann (Aktivist Tröbitz)     | Erich Wilde (Aktivist Tröbitz)           | Hartmut Münch (Post Berlin)                  |                                             |
| 1963 / 1964 | Gottfried Seemann (Aktivist Tröbitz)     | Klaus Katzor (Aktivist Tröbitz)          | Klaus Basdorf (Post Berlin)                  |                                             |
| 1964 / 1965 | Gottfried Seemann (Aktivist Tröbitz)     | Klaus Katzor (Aktivist Tröbitz)          | Joachim Schimpke (Motor IFA Karl-Marx-Stadt) |                                             |
| 1965 / 1966 | Gottfried Seemann (Aktivist Tröbitz)     | Klaus Katzor (Aktivist Tröbitz)          | Joachim Schimpke (Aktivist Tröbitz)          |                                             |
| 1966 / 1967 | Gottfried Seemann (Aktivist Tröbitz)     | Klaus Katzor (Aktivist Tröbitz)          | Joachim Schimpke (Aktivist Tröbitz)          | Lothar Diehr (EBT Berlin)                   |
| 1967 / 1968 | Joachim Schimpke (Aktivist Tröbitz)      | Klaus Katzor (Aktivist Tröbitz)          | Harald Richter (BSG Wismut Karl-Marx-Stadt)  | Lothar Diehr (EBT Berlin)                   |
| 1968 / 1969 | Edgar Michalowski (Einheit Greifswald)   | Erfried Michalowsky (Einheit Greifswald) | Joachim Schimpke (Aktivist Tröbitz)          | Klaus Müller (Einheit Greifswald)           |
| 1969 / 1970 | Klaus Katzor (Aktivist Tröbitz)          | Joachim Schimpke (Aktivist Tröbitz)      | Harald Richter (BSG Wismut Karl-Marx-Stadt)  | Edgar Michalowski (Einheit Greifswald)      |
| 1970 / 1971 | Edgar Michalowski (Einheit Greifswald)   | Joachim Schimpke (Aktivist Tröbitz)      | Erfried Michalowsky (Einheit Greifswald)     | Klaus Müller (Einheit Greifswald)           |
| 1971 / 1972 | Edgar Michalowski (Einheit Greifswald)   | Joachim Schimpke (Fortschritt Tröbitz)   | Gerd Pigola (HSG DHfK Leipzig)               | Volker Herbst (HSG DHfK Leipzig)            |
| 1972 / 1973 | Edgar Michalowski (Einheit Greifswald)   | Erfried Michalowsky (Einheit Greifswald) | Roland Riese (Fortschritt Tröbitz)           | Joachim Schimpke (Fortschritt Tröbitz)      |
| 1973 / 1974 | Edgar Michalowski (Einheit Greifswald)   | Joachim Schimpke (Fortschritt Tröbitz)   | Roland Riese (Fortschritt Tröbitz)           | Erfried Michalowsky (Einheit Greifswald)    |
| 1974 / 1975 | Edgar Michalowski (Einheit Greifswald)   | Erfried Michalowsky (Einheit Greifswald) | Detlef Sprenger (EBT Berlin)                 | Joachim Schimpke (Fortschritt Tröbitz)      |
| 1975 / 1976 | Edgar Michalowski (Einheit Greifswald)   | Jürgen Richter (HSG DHfK Leipzig)        | Klaus Müller (Einheit Greifswald)            | Detlef Sprenger (EBT Berlin)                |
| 1976 / 1977 | Edgar Michalowski (Einheit Greifswald)   | Erfried Michalowsky (Einheit Greifswald) | Joachim Schimpke (Fortschritt Tröbitz)       | Detlef Sprenger (EBT Berlin)                |
| 1977 / 1978 | Joachim Schimpke (Fortschritt Tröbitz)   | Erfried Michalowsky (Einheit Greifswald) | Edgar Michalowski (Einheit Greifswald)       | Jürgen Richter (HSG DHfK Leipzig)           |
| 1978 / 1979 | Edgar Michalowski (Einheit Greifswald)   | Erfried Michalowsky (Einheit Greifswald) | Joachim Schimpke (Fortschritt Tröbitz)       | Roland Riese (Fortschritt Tröbitz)          |
| 1979 / 1980 | Erfried Michalowsky (Einheit Greifswald) | Edgar Michalowski (Einheit Greifswald)   | Michael Franz (Einheit Greifswald)           | Frank-Thomas Seyfarth (Fortschritt Tröbitz) |
| 1980 / 1981 | Erfried Michalowsky (Einheit Greifswald) | Edgar Michalowski (Einheit Greifswald)   | Thomas Mundt (Einheit Greifswald)            | Frank-Thomas Seyfarth (Fortschritt Tröbitz) |
| 1981 / 1982 | Thomas Mundt (Einheit Greifswald)        | Edgar Michalowski (Einheit Greifswald)   | Erfried Michalowsky (Einheit Greifswald)     | Frank-Thomas Seyfarth (Fortschritt Tröbitz) |
| 1982 / 1983 | Erfried Michalowsky (Einheit Greifswald) | Thomas Mundt (Einheit Greifswald)        | Frank-Thomas Seyfarth (Fortschritt Tröbitz)  | Edgar Michalowski (Einheit Greifswald)      |
| 1983 / 1984 | Edgar Michalowski (Einheit Greifswald)   | Erfried Michalowsky (Einheit Greifswald) | Frank-Thomas Seyfarth (Fortschritt Tröbitz)  | Thomas Mundt (Einheit Greifswald)           |
| 1984 / 1985 | Thomas Mundt (Einheit Greifswald)        | Edgar Michalowski (Einheit Greifswald)   | Erfried Michalowsky (Einheit Greifswald)     | Frank-Thomas Seyfarth (Fortschritt Tröbitz) |
| 1985 / 1986 | Thomas Mundt (Einheit Greifswald)        | Erfried Michalowsky (Einheit Greifswald) | Michael Huber (HSG Lok HfV Dresden)          | Edgar Michalowski (Einheit Greifswald)      |
| 1986 / 1987 | Thomas Mundt (Einheit Greifswald)        | Edgar Michalowski (Einheit Greifswald)   | Erfried Michalowsky (Einheit Greifswald)     | Michael Huber (HSG Lok HfV Dresden)         |
| 1987 / 1988 | Thomas Mundt (Einheit Greifswald)        | Edgar Michalowski (Einheit Greifswald)   | Kai Abraham (EBT Berlin)                     | Erfried Michalowsky (Einheit Greifswald)    |
| 1988 / 1989 | Kai Abraham (EBT Berlin)                 | Holger Wippich (HSG DHfK Leipzig)        | Thomas Bölke (HSG DHfK Leipzig)              | Thomas Mundt (Einheit Greifswald)           |
| 1989 / 1990 | Thomas Mundt (Einheit Greifswald)        | Kai Abraham (EBT Berlin)                 | Thomas Bölke (HSG DHfK Leipzig)              | Holger Wippich (HSG DHfK Leipzig)           |